# Costa Book Awards
De Costa Book Awards of Costa Novel Awards (in 1971 opgericht als de Whitbread Book Awards) waren literatuurprijzen voor Britse en Ierse auteurs. De prijs werd eerst gesponsord door Whitbread en vanaf 2005 door Costa Coffee. In 1989 kwamen ze in opspraak toen de juryleden de prijs voor de beste roman aanvankelijk toebedeelden aan Alexander Stuart voor diens The War Zone, echter voorafgaand aan de officiële uitreiking besloten de prijs in te trekken om deze uiteindelijk aan Lindsay Clarke te geven voor The Chymical Wedding. In 2022 Costa-prijzen gestopt en vanaf 2023 verdergegaan als de Nero book awards.